# Museo de Navarra

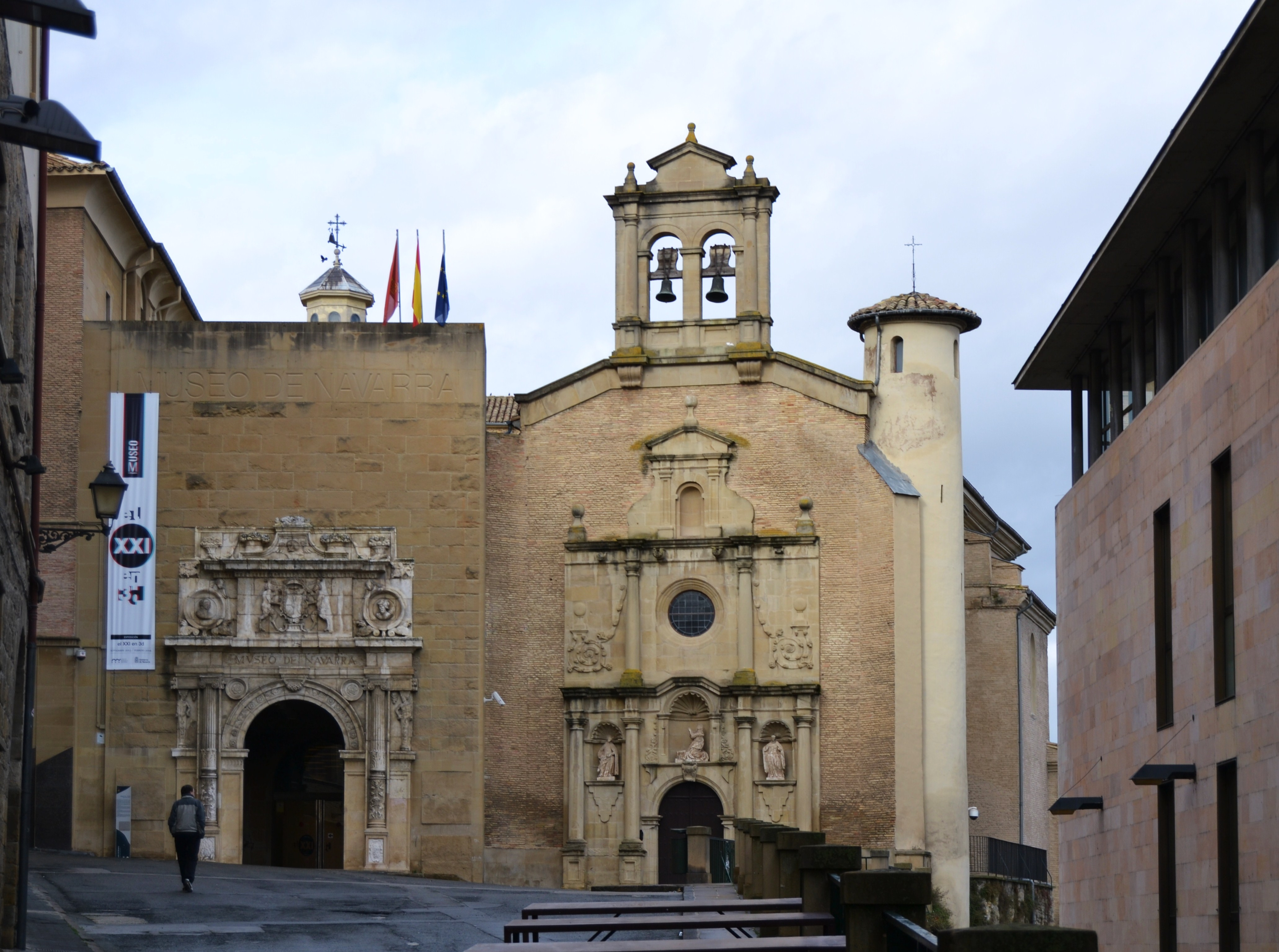
Museo de Navarra. Links: Eingang zum ehemaligen Hospital, rechts: die ehemalige Kapelle

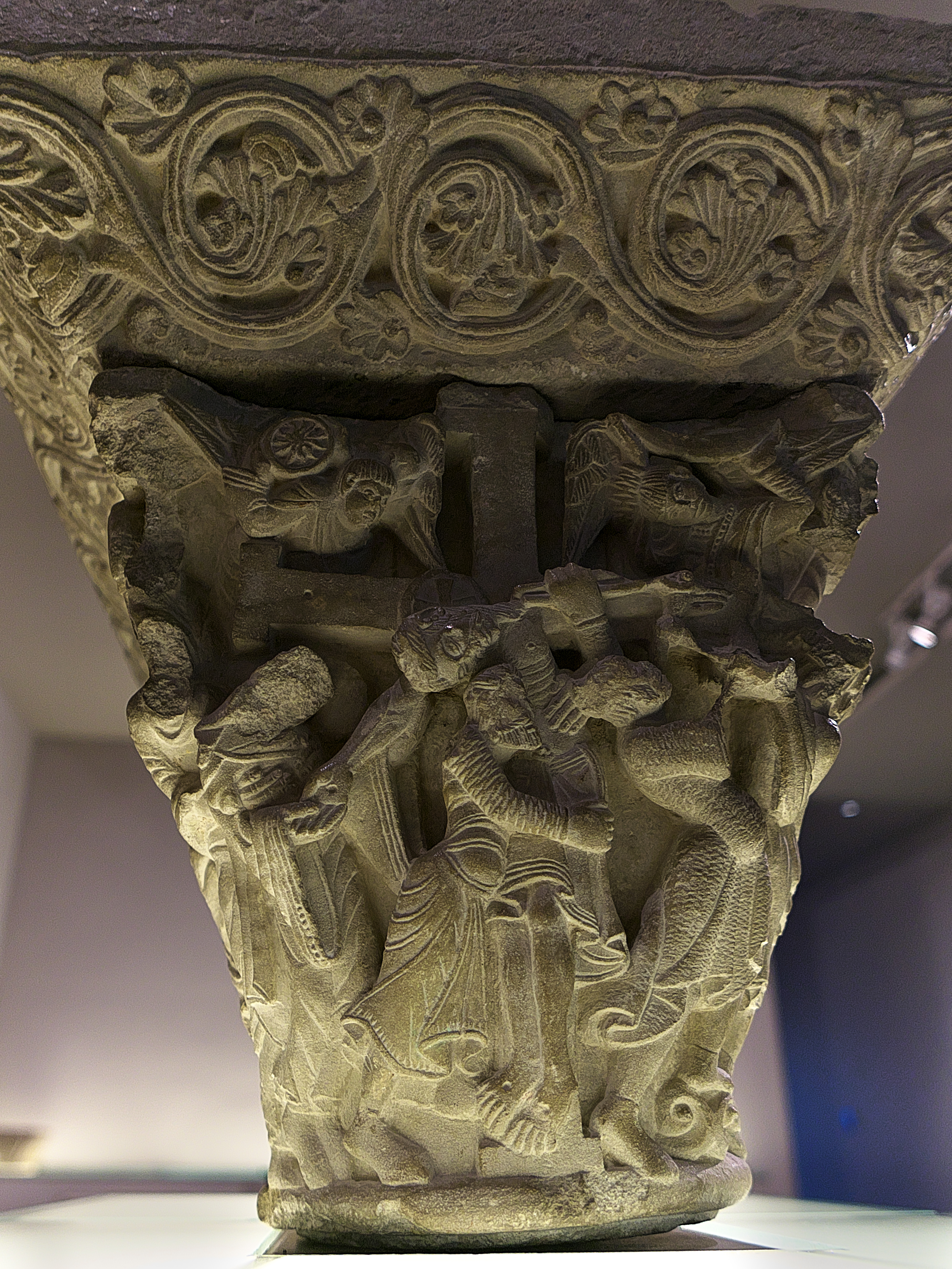
Kapitell aus dem romanischen Kreuzgang der Kathedrale von Pamplona

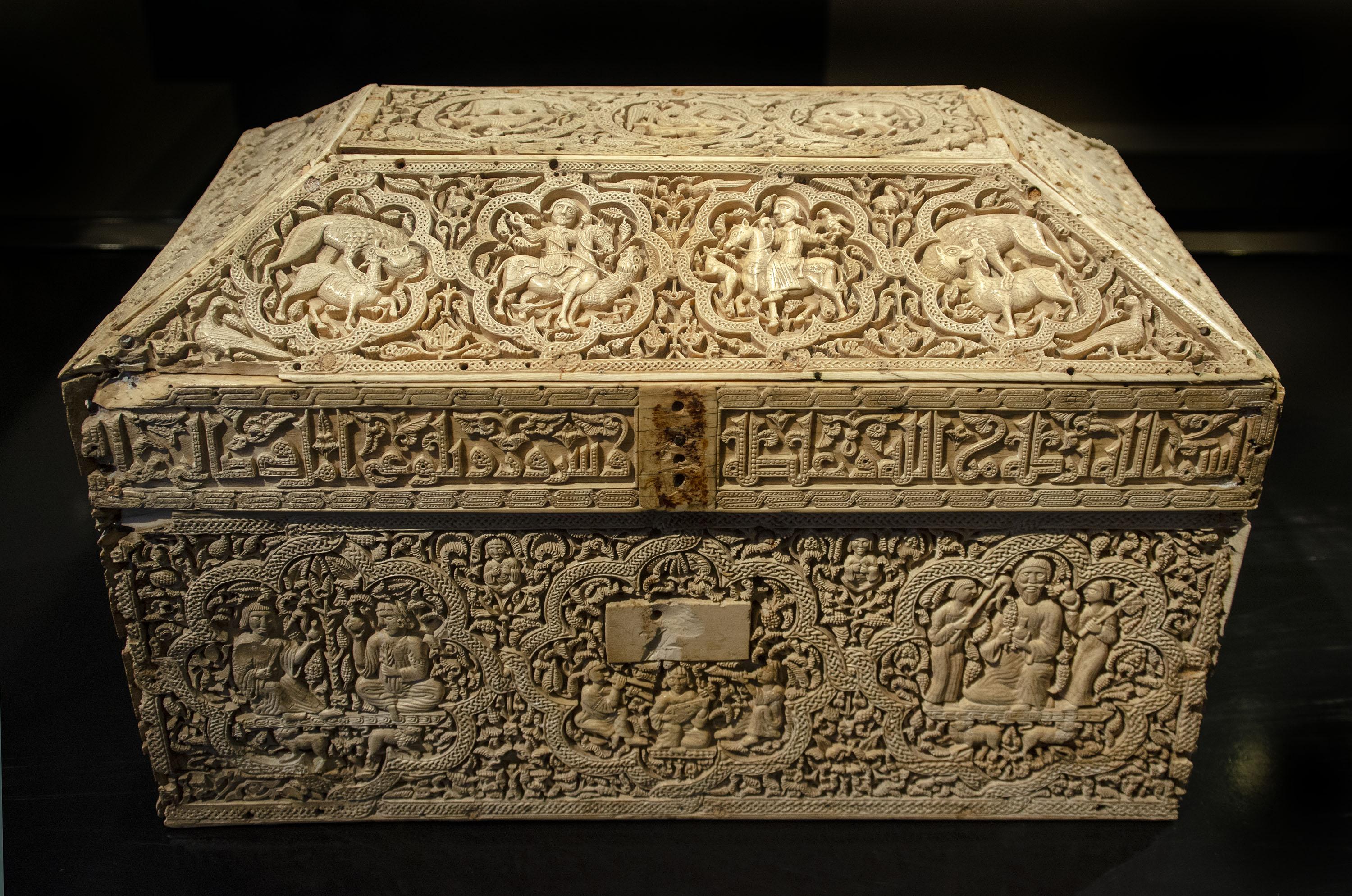
„Kalifen-Schatulle“

Das  Museo de Navarra (Museum von Navarra) ist das zentrale Kulturmuseum der Autonomen Gemeinschaft Navarra (Comunidad Foral de Navarra).

## Geografische Lage und Museumsgebäude
Das Museum befindet sich in der Altstadt von Pamplona in der Straße Cuesta de Santo Domingo. Es nutzt dort einige historische Gebäude, die um moderne Anbauten ergänzt sind. Das Museum befindet sich an der Stelle des ehemaligen Krankenhauses Nuestra Señora de la Misericordia (Muttergottes der Barmherzigkeit) aus dem 16. Jahrhundert, von dem aber nur die Fassade mit dem Haupteingang und die ehemalige Kapelle erhalten sind. Die Fassade stammt von 1556 und ist das einzige Beispiel ziviler Renaissance-Architektur, das in Pamplona erhalten ist. Der Eingang ist eine Interpretation des klassischen Triumphbogens, reich ornamentiert. Der seitliche Eingang zur Kapelle hat eine Fassade in Form eines Altaraufbaus aus dem 17. Jahrhundert und stammt aus einer Kirche, die sich in der „Calle Mayor“ in Puente la Reina befand. Die Kapelle wurde zwischen 1547 und 1550 errichtet und ist heute Vortragssaal des Museums.

## Geschichte des Hauses
Das Museum ist eine Einrichtung, die 1956 gegründet wurde und sich heute in der staatlichen Trägerschaft von Navarra befindet.
1932 wurde das dort untergebrachte Krankenhaus in das „Hospital de Navarra“ verlegt, ab 1952 das Gebäude zu einem Museum umgebaut, wobei von dem aus der Renaissance stammenden Gebäude fast nichts erhalten blieb. 1986 fand ein erneuter Umbau statt, mit dem das Museum modernisiert und neu gestaltet wurde. Nach dem neuen Museumskonzept wurden weniger Gegenstände als vorher ausgestellt, was mehr Raum für ihre Betrachtung bietet. Ziel war es auch, das Museum für die Öffentlichkeit attraktiver zu machen: Eine Aula, eine Halle für Wechselausstellungen und Einrichtungen für andere Dienstleistungen wurden ergänzt. Die Sammlung wurde chronologisch geordnet, mit prähistorischen Objekten in einem neuen Ausstellungsraum unter dem Garten, römischen Mosaiken in den Bereichen des Erdgeschosses und – zeitlich aufsteigend – der übrigen Ausstellung über vier Stockwerke. Die Beschriftung der Objekte erfolgte ausschließlich in Spanisch und Baskisch.

## Sammlung

### Geschichte
Die Stücke stammen aus den Sammlungen der Kommission für historische und künstlerische Denkmäler Navarras (Comisión de Monumentos Históricos y Artísticos de Navarra), die seit 1860 tätig war. Deren Aufgaben wurden ab 1940 dem Institut des Prinzen von Viana (Institución Príncipe de Viana) übertragen, einer Einrichtung, die der Regierung von Navarra untersteht und deren Aufgabe es ist, das künstlerische und archäologische Erbe Navarras zu schützen, zu bewahren und zu erforschen.

### Herausragende Objekte

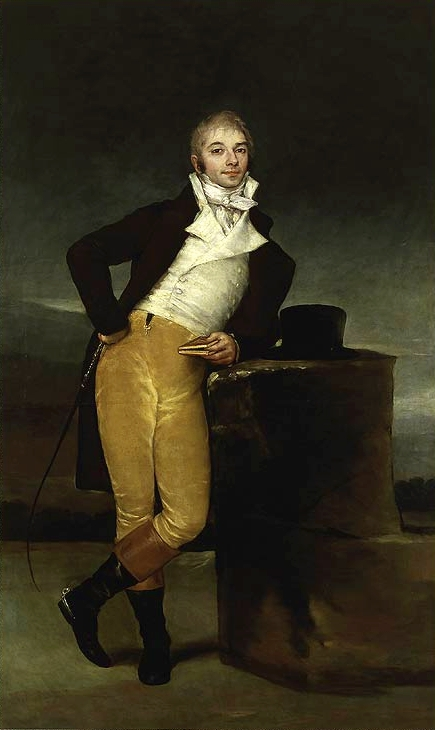
Marquis von San Adrián, Francisco de Goya

- paläolithisches Basrelief auf einem Stein, sogenannte „Karte von Abauntz“
- Römisches Mosaik aus Andelos mit einem „Triumph des Bacchus“
- Römisches Mosaik der Villa von El Ramalete in Tudela
- Romanische Kapitelle des Vorgängerbaus der Kathedrale von Pamplona
- „Kalifen-Schatulle“ aus dem Kloster San Salvador de Leyre, ein Meisterwerk der Elfenbeinschnitzerei islamischer Kunst um 1000 n. Chr.
- Gotische Wandmalereien
- Wandmalereien in Grisaille über die Schlachten Kaiser Karl V. gegen die Protestanten
- Porträt des Marquis von San Adrián, gemalt von Francisco de Goya